# Daphne (Alabama)
 For alternative betydninger, se Daphne (flertydig). (Se også artikler, som begynder med Daphne)
Daphne er en by i den sydvestlige del af staten Alabama i USA med 27.462 (2020, 2020) indbyggere. Byen er placeret ved kysten af Mobile Bay langs I-10, 18 kilometer øst for Mobile og 274 kilometer sydvest for statens hovedstad Montgomery. Den amerikanske befolkningstælling i 2010 rangerede byen som den med flest indbyggere i Baldwin County.

## Ekstern henvisning
Byen Daphnes officielle hjemmeside Arkiveret 7. februar 2019 hos  Wayback Machine (engelsk)